# 국제청년회의소

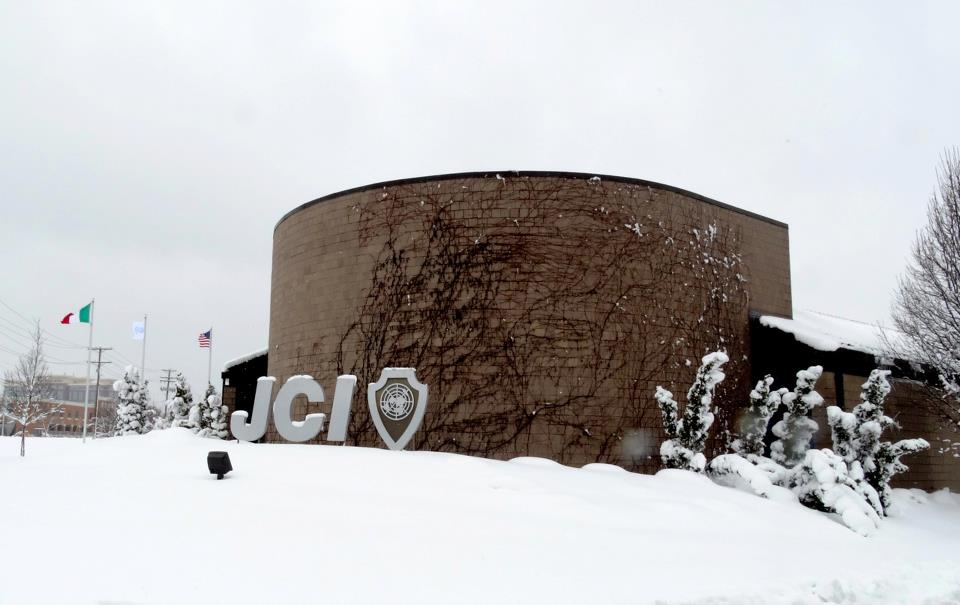
본사

국제청년회의소(Junior Chamber International, JCI)는 미국에서 설립된 국제 비정부 기구로서, 청년이 사회 참여와 발전운동에 참여하는 것을 진흥하는 목적으로 한다. 최초의 지역 국제청년회의소는 1915년에 설립되었으나 국제 산하 조직 JCI는 멕시코에서 1944년 설립되었다.
전 세계 여러 나라에 지부와 지회가 있다. 그 중 국제청년회의소의 한국 지부는 한국청년회의소이며 1952년 설립되었다.

## 같이 보기
- 세계시민의식
- 유엔